# Møllehøj
Møllehøj este cel mai înalt punct natural din Danemarca, cu o altitudine maximă de 171 m.
Yding Skovhøj cu o înălțime de 173 m este considerat oficial cel mai înalt punct, aceasta datorită însă existenței în vârful său a unei movile folosită în Epoca Bronzului drept loc de îngropăciune. 

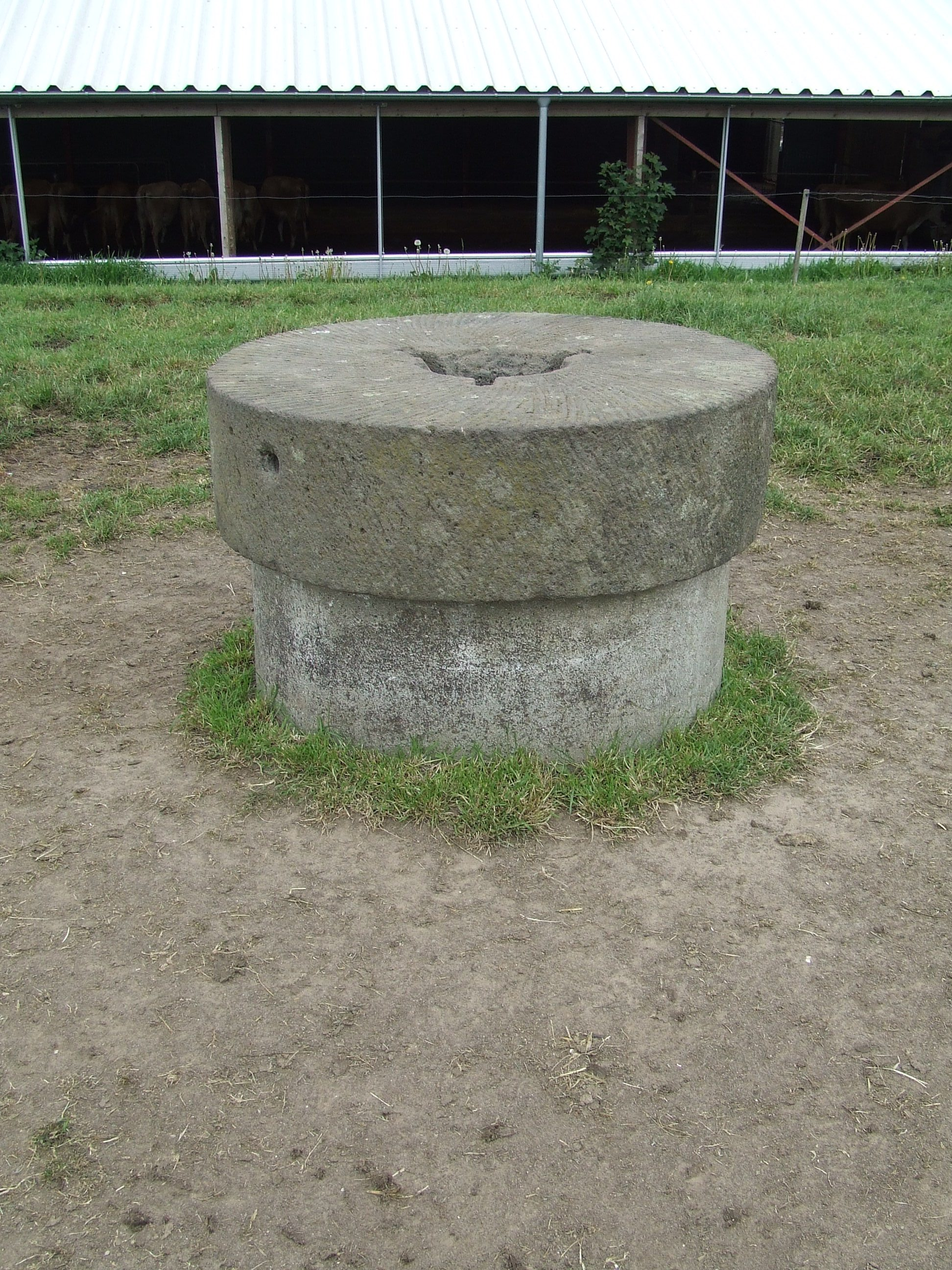
Piatra marcând altitudine maximă Møllehøj